# Mario Strikers Charged Football
 (octobre 2019).
Si vous disposez d'ouvrages ou d'articles de référence ou si vous connaissez des sites web de qualité traitant du thème abordé ici, merci de compléter l'article en donnant les références utiles à sa vérifiabilité et en les liant à la section « Notes et références ».
Mario Strikers Charged Football, ou Mario Strikers Charged en Amérique du Nord, est un jeu vidéo de football (soccer) , mettant en vedette les personnages de Mario, développé par Next Level Games et édité par Nintendo. C'est la suite de Mario Smash Football sorti en 2005 sur GameCube. C'est également le premier jeu Wii jouable sur internet en Europe via le Nintendo Wi-Fi Connection. Le jeu est sorti en mai 2007 en Europe, en juin en Australie, en juillet aux États-Unis, en septembre au Japon et en mars 2010 en Corée du Sud.
Une suite intitulée Mario Strikers: Battle League Football est sortie le 10 juin 2022 sur Nintendo Switch.

## Système de jeu
Le jeu se distingue des différentes simulations de football par son côté arcade : les matchs ressemblent davantage à des combats de rue plutôt qu'à des rencontres officielles de l'UEFA.
Les matchs se jouent dans un stade fermé sans ligne de touche ni de sortie de but et sans Arbitre. À la place, il y a une clôture électrifiée qui paralyse les joueurs qui sortent (volontairement ou non) du terrain. Certains stades ont des caractéristiques spéciales (des blocs de pierre tombant du ciel, de la boue ralentissant la vitesse de course, etc.).
Les joueurs peuvent tacler ou frapper pour récupérer le ballon ainsi que tirer et passer avec toutes les parties du corps en plus des pieds et de la tête. Cependant, tacler un adversaire ne possédant pas le ballon permet à celui-ci de récupérer un bonus (carapace, bombe, peau de banane, etc.). Les bonus sont utilisables à n'importe quel moment, par n'importe quel joueur (sauf les super techniques utilisables seulement par les capitaines).
Le jeu se joue avec la Wiimote et le Nunchuk. Le bouton A permet de passer et de changer de personnage, B permet de Tirer/dégager le ballon, C permet d'utiliser les objets et les techniques spéciales des capitaines. Le stick analogique permet de bouger les joueurs. Secouer la Wiimote permet d'attaquer en chargeant l'adversaire sans prendre le ballon directement, la croix directionnelle permet de tacler l'adversaire, secouer le Nunchuk permet de faire trembler la jauge lors des mégafrappe de l'adversaire et d'échanger 2 objets. Z permet de faire un tir en Chandelle (Z+B) ou faire une Passe en lobe (Z+A). Lors des mégafrappes, il faut pointer la Wiimote vers l'écran pour diriger les gants du gardien et arrêter les balles qui arrivent.
Chaque personnage possède un thème musical quand il marque, quand il gagne aussi ou quand il encaisse trop de buts.

### Modes de jeu
- Entrainement : Comprend 10 leçons pour apprendre les commandes du jeu.
- Mode Domination : Une rencontre entre deux équipes. Chaque équipe étant contrôlée soit par l'ordinateur, soit par un ou deux joueurs. Le joueur décide de tous les paramètres, et peut notamment ajouter des options spéciales débloquées dans le mode Challenge.
- En route vers la Coupe Striker : Le joueur forme une équipe et doit lui faire gagner la finale en jouant des matchs de plus en plus difficiles contre l'ordinateur. Progresser dans ce mode permet de débloquer des nouveaux Capitaines et Arènes de jeu. On choisit le niveau de difficulté au début de la saison.
- Connexion Wi-Fi Nintendo : Le seul mode jouable sur Internet. Le joueur peut soit jouer un match Officiel contre un autre joueur choisi aléatoirement, soit jouer un match amical seul ou à deux contre un ou deux autres joueurs (via le code ami). Les résultats des matchs amicaux ne comptent pas dans le classement. Un match joué en mode Officiel permet aux joueurs de gagner des points et ainsi gagner des places dans le classement.
- Challenge : Il s'agit de 12 missions à effectuer. Le joueur commence souvent en situation difficile (score perdant, absence de gardien, marquer au moins 1 but sans en encaisser un seul, etc.) et il doit renverser la situation. Réussir les différents challenges permet de débloquer des options de jeu pour le mode Domination.

### Personnages
Les équipes sont constituées d'un capitaine, de trois équipiers et de Kritter, le gardien. Contrairement au premier opus, les trois équipiers peuvent être différents. Chaque personnage est issu de l'univers de Mario. 
Les capitaines sont les plus puissants, ils sont capables d'utiliser la méga frappe (ils s'envolent en l'air et envoient 3 à 6 ballons directement dans les cages ennemies). Ils peuvent également utiliser une Super technique (différente pour chaque capitaine). Les capitaines sont :
- Mario
- Luigi
- Wario
- Waluigi
- Peach
- Daisy
- Yoshi
- Donkey Kong
- Diddy Kong
- Bowser
- Bowser Jr
- Flora Piranha

Les équipiers peuvent exécuter un tir spécial, qui augmente la chance de marquer, ayant un effet sur le gardien. Tous les équipiers sont disponibles dès le départ alors que 3 capitaines sont à déverrouiller. Une équipe est forcément composée d'1 capitaine et de 3 équipiers au choix, qui peuvent être les mêmes. Par exemple, Peach peut avoir comme équipiers 3 Birdo ou 2 Toad et 1 Boo, mais elle ne peut avoir dans son équipe un autre capitaine comme Bowser ou Mario. Les coéquipiers sont :
- Toad
- Koopa
- Boo
- Skelerex
- Birdo
- Maskass
- Frère Marto
- Topi Taupe
- Kritter (Goal non-modifiable)

Chacun d'eux est classé dans une catégorie selon ses points forts et points faibles :
- Complet : Joueur Équilibré.
- Collectif : Fort en Passe et en Déplacement, faible en Tir et en Défense.
- Puissance : Fort en Tir et en Défense, faible en Passe et en Déplacement.
- Défensif : Fort en Défense et en Déplacement, faible en Tir et en Passe.
- Offensif : Fort en Tir et en Passe, faible en Déplacement et en Défense.